# Torneio de Integração Nacional
Het Torneio de Integração Nacional was een Braziliaanse voetbalcompetitie die eenmalig gespeeld werd in 1971. Dat jaar ging het Campeonato Nacional de Clubes van start, de voorloper van de huidige Série A. Echter namen enkel teams uit de sterkste competities deel en voor clubs uit de staat Goiás was er geen plaats. Hierop besloten enkele clubs uit de staat om zelf een competitie op te zetten met daarin zes teams uit Goiás en verder nog tien clubs uit tien verschillende staten. De competitie werd van 7 september tot 19 oktober gespeeld in de staat Goiás. Deze competitie had dat jaar alleen de edities van de eerste en tweede divisie van het Braziliaanse kampioenschap erboven in de hiërarchie van nationale geschillen, en is daarom vergelijkbaar met een derde divisie, hoewel ze deze classificatie niet had op het moment van het geschil. Atlético Goianiense werd kampioen.

## Eerste fase

### Groep A
| Plaats | Clu                 | Wed. | W | G | V | Saldo | Ptn. |
| ------ | ------------------- | ---- | - | - | - | ----- | ---- |
| 1.     | Fluminense de Feira | 3    | 1 | 2 | 0 | 3:2   | 4    |
| 2.     | Vila Nova           | 3    | 1 | 1 | 1 | 2:2   | 3    |
| 3.     | Desportiva          | 3    | 0 | 3 | 0 | 0:0   | 3    |
| 4.     | Goiânia             | 3    | 0 | 2 | 1 | 1:2   | 2    |

|  | Geplaatst voor tweede fase |

### Groep B
| Plaats | Clu               | Wed. | W | G | V | Saldo | Ptn. |
| ------ | ----------------- | ---- | - | - | - | ----- | ---- |
| 1.     | Ponte Preta       | 3    | 1 | 2 | 0 | 3:2   | 4    |
| 2.     | Anápolis          | 3    | 1 | 2 | 0 | 4:3   | 4    |
| 3.     | União Bandeirante | 3    | 1 | 1 | 1 | 3:3   | 3    |
| 4.     | Campo Grande      | 3    | 0 | 1 | 2 | 1:3   | 1    |

|  | Geplaatst voor tweede fase |

### Groep C
| Plaats | Clu                 | Wed. | W | G | V | Saldo | Ptn. |
| ------ | ------------------- | ---- | - | - | - | ----- | ---- |
| 1.     | Goiás               | 3    | 3 | 0 | 0 | 2:1   | 6    |
| 2.     | Atlético Goianiense | 3    | 2 | 0 | 1 | 4:2   | 4    |
| 3.     | Fast Clube          | 3    | 1 | 0 | 2 | 5:5   | 2    |
| 4.     | Moto Club           | 3    | 0 | 0 | 3 | 2:5   | 0    |

|  | Geplaatst voor tweede fase |

### Groep D
| Plaats | Clu       | Wed. | W | G | V | Saldo | Ptn. |
| ------ | --------- | ---- | - | - | - | ----- | ---- |
| 1.     | Fortaleza | 3    | 2 | 1 | 0 | 8:6   | 5    |
| 2.     | Botafogo  | 3    | 2 | 0 | 1 | 6:4   | 4    |
| 3.     | Náutico   | 3    | 1 | 0 | 2 | 3:4   | 2    |
| 4.     | Campinas  | 3    | 0 | 1 | 2 | 4:6   | 1    |

|  | Geplaatst voor tweede fase |

## Tweede fase

### Groep 1
| Plaats | Clu                 | Wed. | W | G | V | Saldo | Ptn. |
| ------ | ------------------- | ---- | - | - | - | ----- | ---- |
| 1.     | Atlético Goianiense | 3    | 2 | 1 | 0 | 4:2   | 5    |
| 2.     | Vila Nova           | 3    | 1 | 2 | 0 | 5:3   | 4    |
| 3.     | Goiás               | 3    | 1 | 1 | 1 | 2:1   | 3    |
| 4.     | Anápolis            | 3    | 0 | 0 | 3 | 1:6   | 0    |

|  | Geplaatst voor finale |

### Groep 2
| Plaats | Clu                 | Wed. | W | G | V | Saldo | Ptn. |
| ------ | ------------------- | ---- | - | - | - | ----- | ---- |
| 1.     | Ponte Preta         | 3    | 2 | 1 | 0 | 4:2   | 5    |
| 2.     | Fluminense de Feira | 3    | 1 | 1 | 1 | 4:2   | 3    |
| 3.     | Fortaleza           | 3    | 1 | 1 | 1 | 2:2   | 3    |
| 4.     | Botafogo            | 3    | 0 | 1 | 2 | 2:6   | 1    |

|  | Geplaatst voor finale |

## Finale
|                             |                     |              |             |  |
| 13 oktober Eerste wedstrijd | Atlético Goianiense | 0 - 1        | Ponte Preta |  |
| 13 oktober Eerste wedstrijd |                     | 40' Manfrini |             |  |

|                             |                     |       |             |  |
| 17 oktober Tweede wedstrijd | Atlético Goianiense | 1 - 0 | Ponte Preta |  |
| 17 oktober Tweede wedstrijd | Marinho 59' (own)   |       |             |  |

|                            |                     |       |             |  |
| 19 oktober Derde wedstrijd | Atlético Goianiense | 1 - 0 | Ponte Preta |  |
| 19 oktober Derde wedstrijd | Luisinho 90+14'     |       |             |  |

## Kampioen
| Torneio de Integração Nacional          |
| Goiás                                   |
| --------------------------------------- |
| ATLÉTICO GOIANIENSE Kampioen (2° titel) |